# Donatella Ferranti
Pour les articles homonymes, voir Ferranti.
Donatella Ferranti (Tarquinia, 3 juin 1957) est une femme politique italienne et députée du groupe Parti démocrate à la Chambre des députés.

## Biographie
Elle est députée de la circonscription Lazio 2 durant les XVIe et XVIIe législatures de la République italienne pour le Parti démocrate.